# Prova masculina de Floret individual als JJOO París 2024
La prova masculina de Floret individual als Jocs Olímpics de París 2024 serà la 29a edició de l'esdeveniment masculí en unes Olimpíades. La prova es disputarà el 29 de juliol del 2024 al Grand Palais de la capital francesa.
El hongkonguès Cheung Ka-Long és l'actual campió de la disciplina olímpica després de guanyar l'or als Jocs Olímpics de Tòquio 2020, per davant de l'italià Daniele Garozzo i del txec Alexander Choupenitch, que van guanyar la medalla de plata i de bronze respectivament. La victòria de Ka-Long, va representar la primera medalla per Hong Kong en les proves d'esgrima i la segona medalla d'or per la delegació, en tota la història de qualsevol disciplina olímpica.
L'equip de França és la selecció més guardonada, amb 9 medalles d'or, 9 medalles de plata i 7 medalles de bronze, en les 28 edicions que la prova de Floret masculina ha estat present als Jocs Olímpics. El francès Christian d'Oriola és el tirador més guardonat en la història de la competició, amb dues medalles d'or i una medalla de plata.

## Format
Els 34 participants classificats, entraran en un sorteig amb caps de sèrie i es realitzaran els quadres d'eliminatòries. El jugador que guanyi el combat avançarà de ronda i el que perdi quedarà eliminat. Els dos tiradors que guanyin la semifinal, disputaran la final per aconseguir la medalla d'or i de plata i els perdedors s'enfrontaran per aconseguir la medalla de bronze. El guanyador de tots els combats serà qui arribi primer als 15 tocs.

## Classificació
Hi ha dues maneres de classificar-se per la prova d'Espasa individual masculí. Una classificació a nivell d'equips i l'altre a nivell individual. Els 4 primers equips del rànquing d'equips senior oficial de la Federació Internacional d'Esgrima (FIE) a data 1 d'abril de 2024, es van classificar, independentment de la zona geogràfica. Això vol dir que els 3 membres que componen l'equip es van classificar per la prova individual. A part, el millor equip de cada una de les 4 zones geogràfiques (Àfrica, Amèrica, Àsia-Oceania i Europa) que es trobin entre la 5a i la 16a posició, també classificaran els seus 3 tiradors. En cas que una zona no tingués cap selecció entre els 16 millors, s'assignaria la plaça a l'equip millor situat del rànquing que encara no estigués classificat, de qualsevol zona geogràfica. Els 8 equips classificats, atorgaran 24 places en total a la prova. La resta de places (6), s'aconseguiran mitjançant el rànquing individual sènior de la FIE a data 1 d'abril de 2024. En aquest cas però, no es podran classificar els atletes que estiguin entre els classificats, però que la seva selecció ja s'hagi classificat en el mètode per equips. Es podran classificar 2 tiradors d'Europa, 2 d'Àsia-Oceania, 1 d'Àfrica i 1 d'Amèrica. Les 4 últimes places, es decidiran en els esdeveniments de classificació per zones, on el guanyador de cada torneig es classificarà per la prova olímpica. Cal tenir en compte que cada país podrà tenir un màxim de 3 atletes a la prova. França com a país amfitrió, podrà decidir si classifica 1 o 3 atletes a la prova.
| Esdeveniment                       | Places | País          | Atleta                |
| ---------------------------------- | ------ | ------------- | --------------------- |
| Rànquing equips                    | 24     | Japó          |                       |
| Rànquing equips                    | 24     | Japó          |                       |
| Rànquing equips                    | 24     | Japó          |                       |
| Rànquing equips                    | 24     | Itàlia        |                       |
| Rànquing equips                    | 24     |               |                       |
| Rànquing equips                    | 24     |               |                       |
| Rànquing equips                    | 24     | Estats Units  | Nick Itkin            |
| Rànquing equips                    | 24     | Estats Units  | Alexander Massialas   |
| Rànquing equips                    | 24     | Estats Units  | Gerek Meinhardt       |
| Rànquing equips                    | 24     | França        | Enzo Lefort           |
| Rànquing equips                    | 24     | França        | Julien Mertine        |
| Rànquing equips                    | 24     | França        | Maxime Pauty          |
| Rànquing equips                    | 24     | Xina          |                       |
| Rànquing equips                    | 24     |               |                       |
| Rànquing equips                    | 24     |               |                       |
| Rànquing equips                    | 24     | Egipte        |                       |
| Rànquing equips                    | 24     |               |                       |
| Rànquing equips                    | 24     |               |                       |
| Rànquing equips                    | 24     | Polònia       | Jan Jurkiewicz        |
| Rànquing equips                    | 24     | Polònia       | Michal Siess          |
| Rànquing equips                    | 24     | Polònia       | Adrian Wojtkowiak     |
| Rànquing equips                    | 24     | Canadà        |                       |
| Rànquing equips                    | 24     |               |                       |
| Rànquing equips                    | 24     |               |                       |
| Rànquing individual Europa         | 2      | Hongria       | Dániel Dósa           |
| Rànquing individual Europa         | 2      | Txèquia       | Alexander Choupenitch |
| Rànquing individual Àsia-Oceania   | 2      | Hong Kong     | Cheung Ka-Long        |
| Rànquing individual Àsia-Oceania   | 2      | Corea del Sud | Ha Tae-gyu            |
| Rànquing individual Àfrica         | 1      | Algèria       | Salim Heroui          |
| Rànquing individual Amèrica        | 1      | Brasil        | Guilherme Toldo       |
| Torneig classificació Amèrica      | 1      | Illes Verges  | Kruz Schembri         |
| Torneig classificació Europa       | 1      | Xipre         | Alex Tofalides        |
| Torneig classificació Àfrica       | 1      | Costa d'Ivori | Jérémy Keryhuel       |
| Torneig classificació Àsia-Oceania | 1      | Taipei        | Chen Yi-tung          |

## Medaller històric
| Posició | País              | Or | Argent | Bronze | Total |
| ------- | ----------------- | -- | ------ | ------ | ----- |
| 1       | França            | 9  | 9      | 7      | 25    |
| 2       | Itàlia            | 9  | 5      | 8      | 22    |
| 3       | URSS              | 2  | 2      | 2      | 6     |
| 4       | Polònia           | 2  | 0      | 0      | 2     |
| 5       | Alemanya          | 1  | 2      | 0      | 3     |
| 6       | Cuba              | 1  | 0      | 1      | 2     |
| 6       | Corea del Sud     | 1  | 0      | 1      | 2     |
| 8       | Hong Kong         | 1  | 0      | 0      | 1     |
| 8       | Xina              | 1  | 0      | 0      | 1     |
| 8       | Romania           | 1  | 0      | 0      | 1     |
| 11      | Estats Units      | 0  | 3      | 2      | 5     |
| 12      | Hongria           | 0  | 2      | 1      | 3     |
| 13      | Alemanya de l'Est | 0  | 2      | 0      | 1     |
| 14      | Egipte            | 0  | 1      | 0      | 1     |
| 14      | Japó              | 0  | 1      | 0      | 1     |
| 14      | Equip unificat    | 0  | 1      | 0      | 1     |
| 17      | Rússia            | 0  | 0      | 2      | 2     |
| 17      | Grècia            | 0  | 0      | 2      | 2     |
| 19      | Txèquia           | 0  | 0      | 1      | 1     |
| 19      | Bèlgica           | 0  | 0      | 1      | 1     |
| 19      | Àustria           | 0  | 0      | 1      | 1     |